# Quantum-Klasse
Die Quantum-Klasse (früher Project Sunshine) ist eine aus bisher fünf bestellten Einheiten bestehende Baureihe von Post-Panamax-Kreuzfahrtschiffen der amerikanischen Reederei Royal Caribbean International. Die Schiffe werden auf der Meyer-Werft in Papenburg gebaut. Sie waren bis zur Fertigstellung der AIDAnova im Jahr 2018 die größten in Deutschland gebauten Schiffe.

## Geschichte
Am 11. Februar 2011 bestellte die Reederei Royal Caribbean unter dem Projektnamen Sunshine das erste Schiff der Klasse mit Ablieferung im Herbst 2014, eine Option über ein Schwesterschiff mit Ablieferung im Frühjahr 2015 wurde ebenfalls vereinbart. Am 29. Februar 2012 wurde dieser Auftrag in eine Festbestellung umgewandelt. Beide Schiffe wurden im Oktober 2014, beziehungsweise April 2015 abgeliefert
Im Mai 2013 wurde die Bestellung eines dritten Schiffes mit Ablieferung Mitte 2016 bekanntgegeben, darüber hinaus wurde eine Option über ein viertes Schiff vereinbart. Es trägt den Namen Ovation of the Seas. Das dritte Schiff der Klasse, die Ovation of the Seas, wurde im April 2016 abgeliefert.
Im Jahr 2015 wurde die Option über ein viertes Schiff in eine Festbestellung umgewandelt, die Ablieferung wurde für Frühjahr 2019 vereinbart.  Es wurde am 11. April 2019 an der Bremerhavener Columbuskaje an den Auftraggeber abgeliefert.
Im Herbst 2015 wurde ein fünftes Schiff der Klasse, die Odyssey of the Seas, mit Ablieferung im Herbst 2020 bestellt. Im Zuge der Covid-19-Pandemie wurde die Ablieferung auf 2021 verschoben. Die Überführung nach Eemshaven fand am 27./28. Februar 2021 statt, ehe die Odyssey of the Seas am 31. März 2021 in Bremerhaven abgeliefert wurde. Ab dem 31. Juli 2021 hatte das Schiff seine Jungfernfahrt.
Die letzten beiden Schiffe werden als Quantum-Ultra-Klasse bezeichnet.

## Technik
Auf den Schiffen der Quantum-Klasse wurde erstmals bei Kreuzfahrtschiffen ein Air Lubrication System verbaut. Es stößt Luftblasen aus dem Schiffsrumpf aus, wodurch die Reibung zwischen Wasseroberfläche und Schiffsrumpf verringert und damit der Kraftstoffverbrauch um etwa 4 bis 7 Prozent gesenkt wird.

## Übersicht der Schiffe
| Name                 | Baunr. | IMO-Nr. | Tonnage     | Ablieferung   | Anmerkungen, Status/Verbleib         |
| -------------------- | ------ | ------- | ----------- | ------------- | ------------------------------------ |
| Quantum of the Seas  | S. 697 | 9549463 | 168.666 BRZ | Okt. 2014     | Typschiff, in Dienst<br>10 Jahre alt |
| Anthem of the Seas   | S. 698 | 9656101 | 168.666 BRZ | Apr. 2015     | in Dienst                            |
| Ovation of the Seas  | S. 699 | 9697753 | 168.666 BRZ | Apr. 2016     | in Dienst                            |
| Spectrum of the Seas | S. 700 | 9778856 | 169.379 BRZ | Apr. 2019     | in Dienst                            |
| Odyssey of the Seas  | S. 713 | 9795737 | 167.704 BRZ | 31. März 2021 | in Dienst                            |

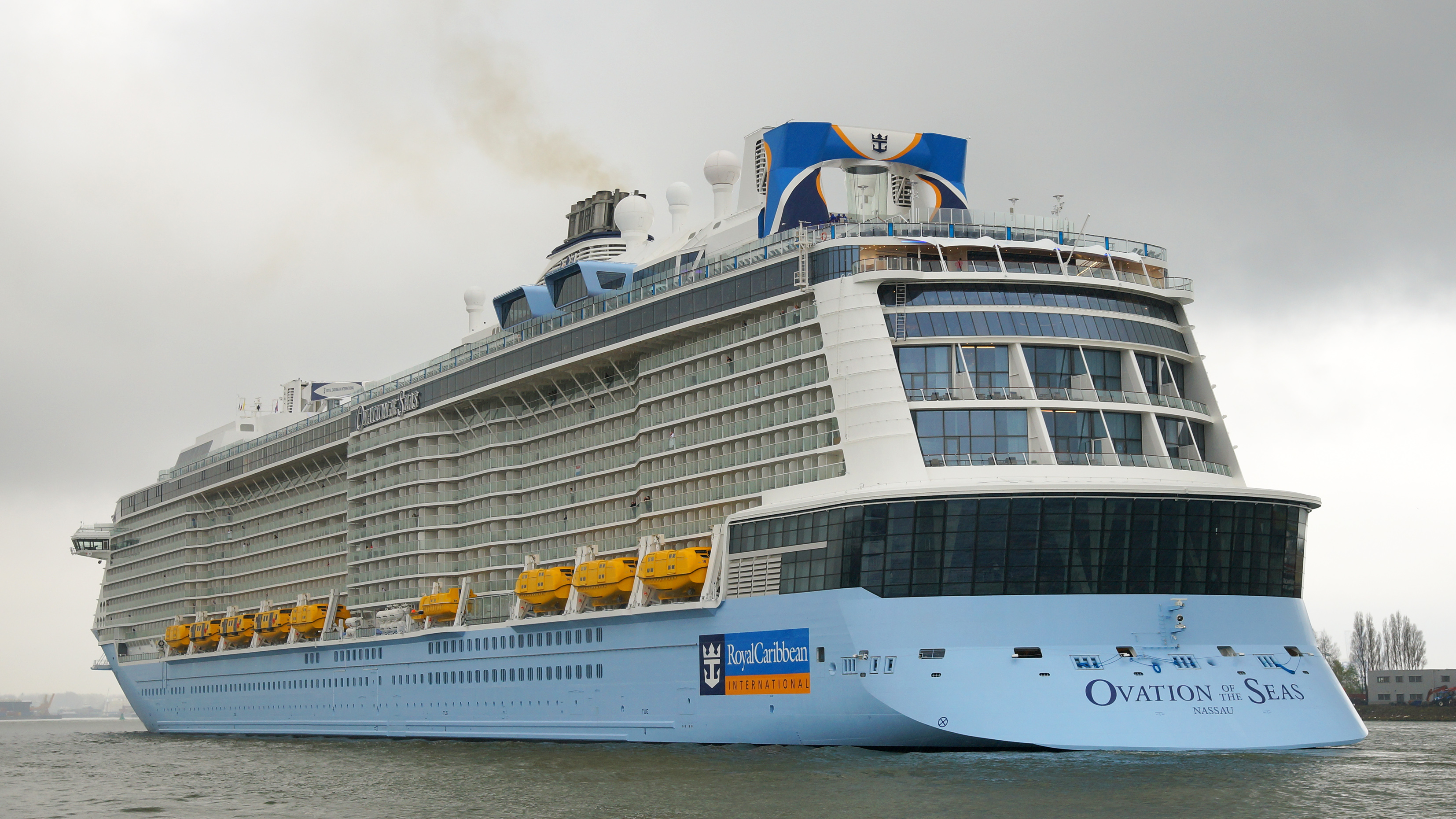
Das Heck der Ovation of the Seas
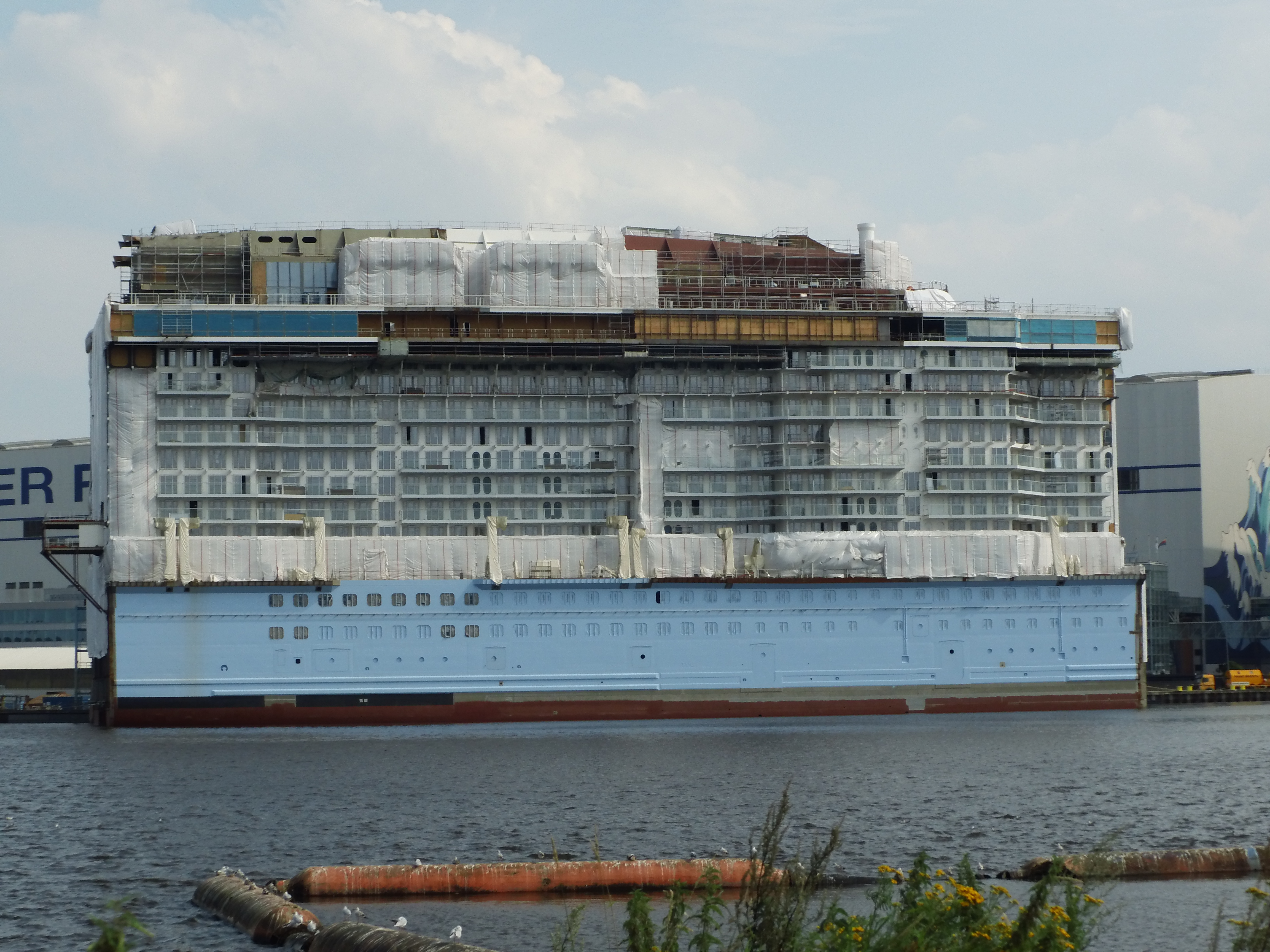
Eine Sektion der Anthem of the Seas
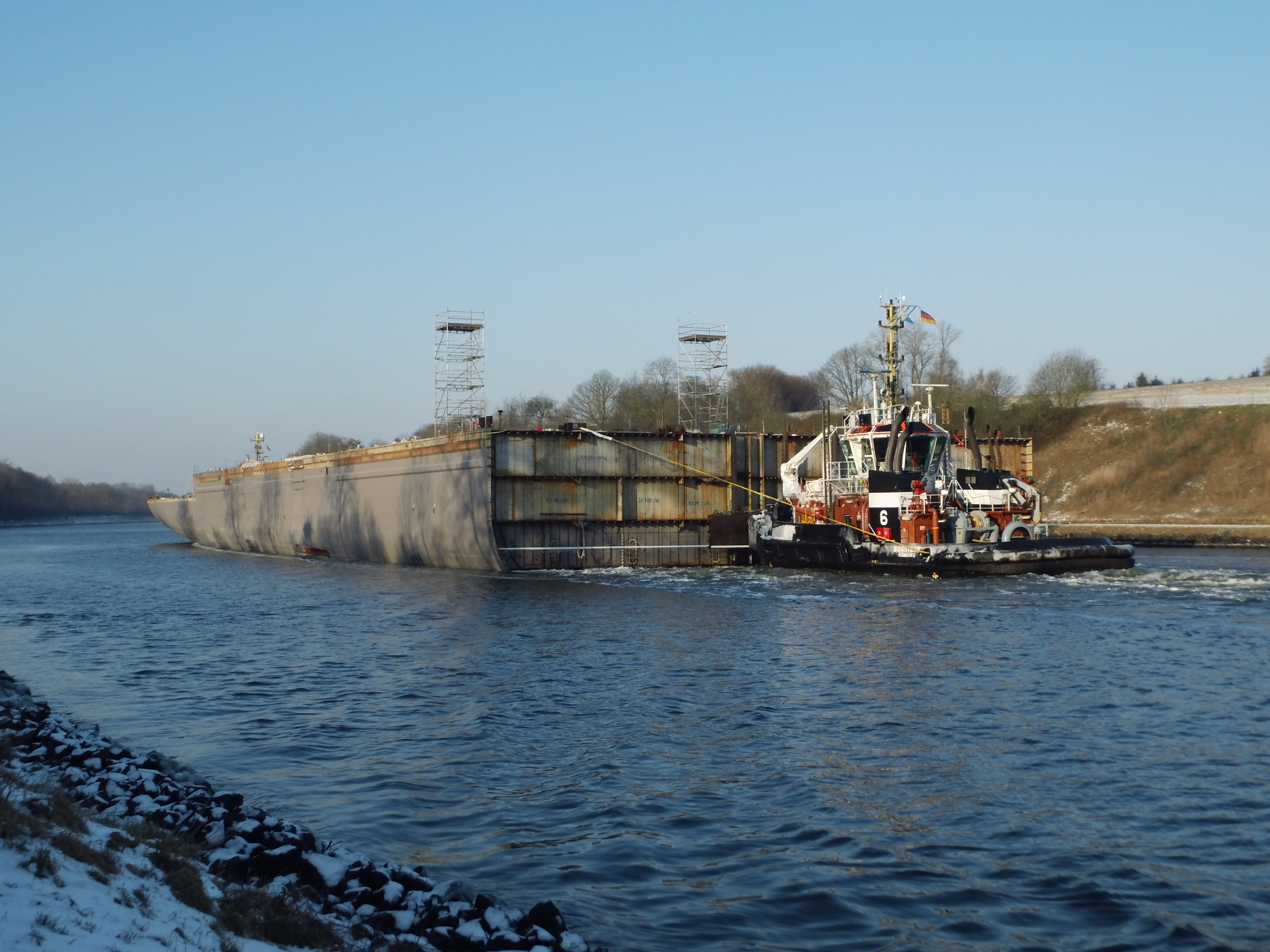
Auf der Neptun Werft gebaute Sektion der Spectrum of the Seas
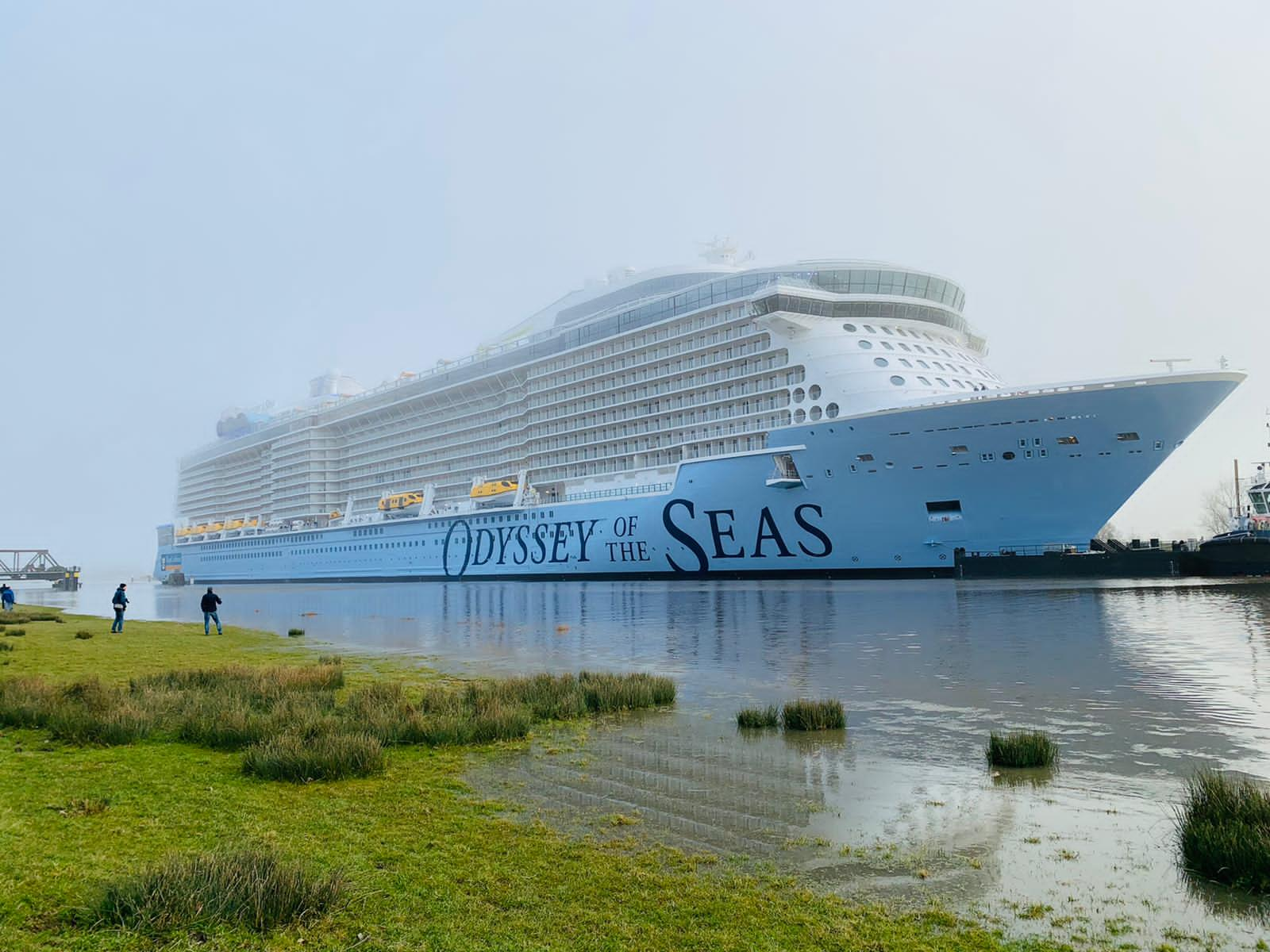
Die Odyssey of the Seas während der Emsüberführung am 27. Februar 2021
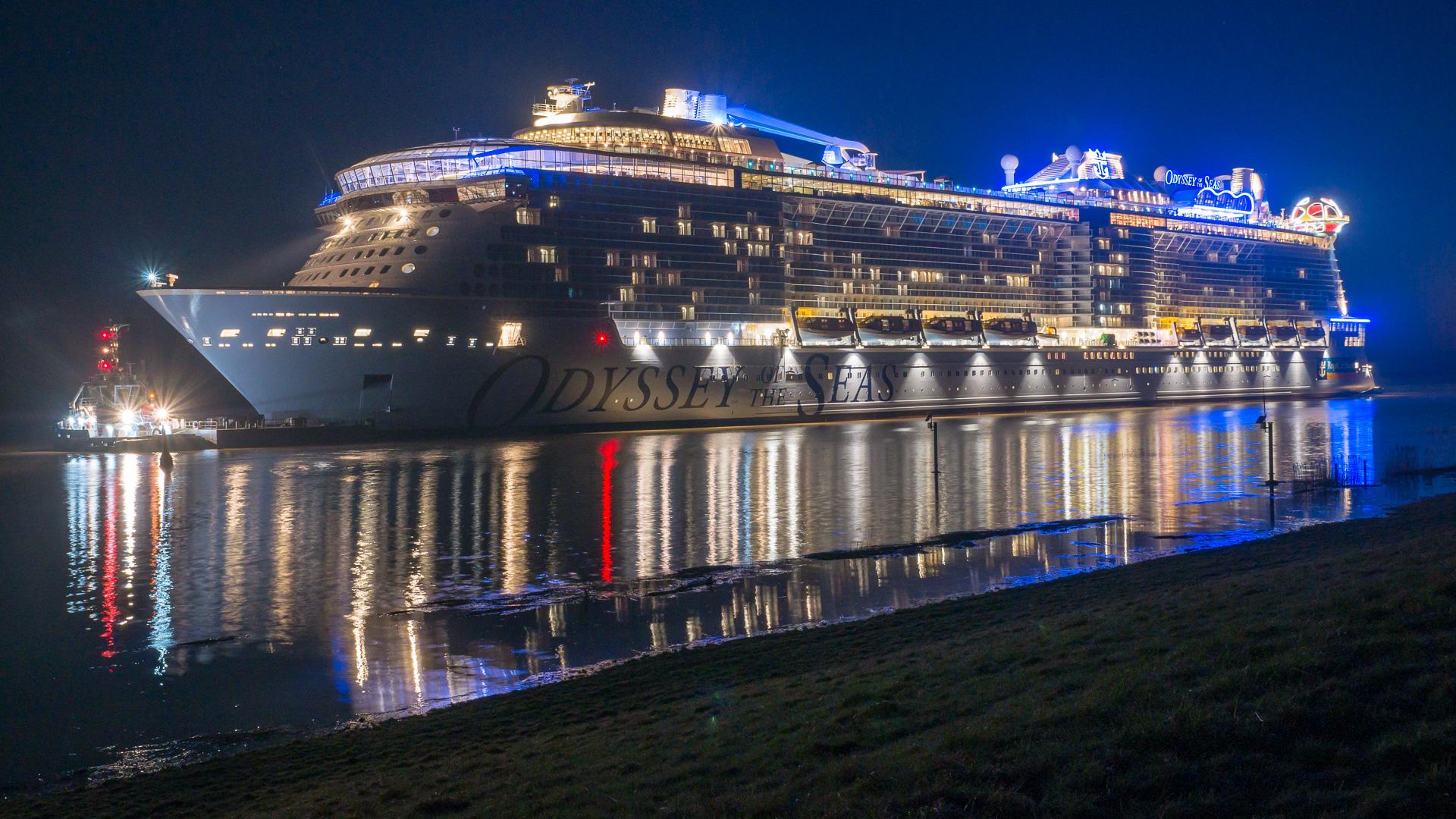
Die Odyssey of the Seas abends vor der Passage des Emssperrwerks am 27. Februar 2021